# Duguetia peruviana
Duguetia peruviana là loài thực vật có hoa thuộc họ Na. Loài này được (R.E.Fr.) J.F.Macbr. mô tả khoa học đầu tiên năm 1929.